# Ivan Ranger
Johann Baptist Ranger (horvátul: Ivan Kristelj Ranger,szlovénül: Janez Krstnik Ranger, Götzens, Innsbruck mellett, 1700. június 19. – Lepoglava, 1753. január 27.), tiroli származású pálos szerzetes, barokk festőművész, aki életének legnagyobb részét Horvátországban töltötte. A barokk illuzionista festészet leghíresebb képviselője a horvát művészetben.

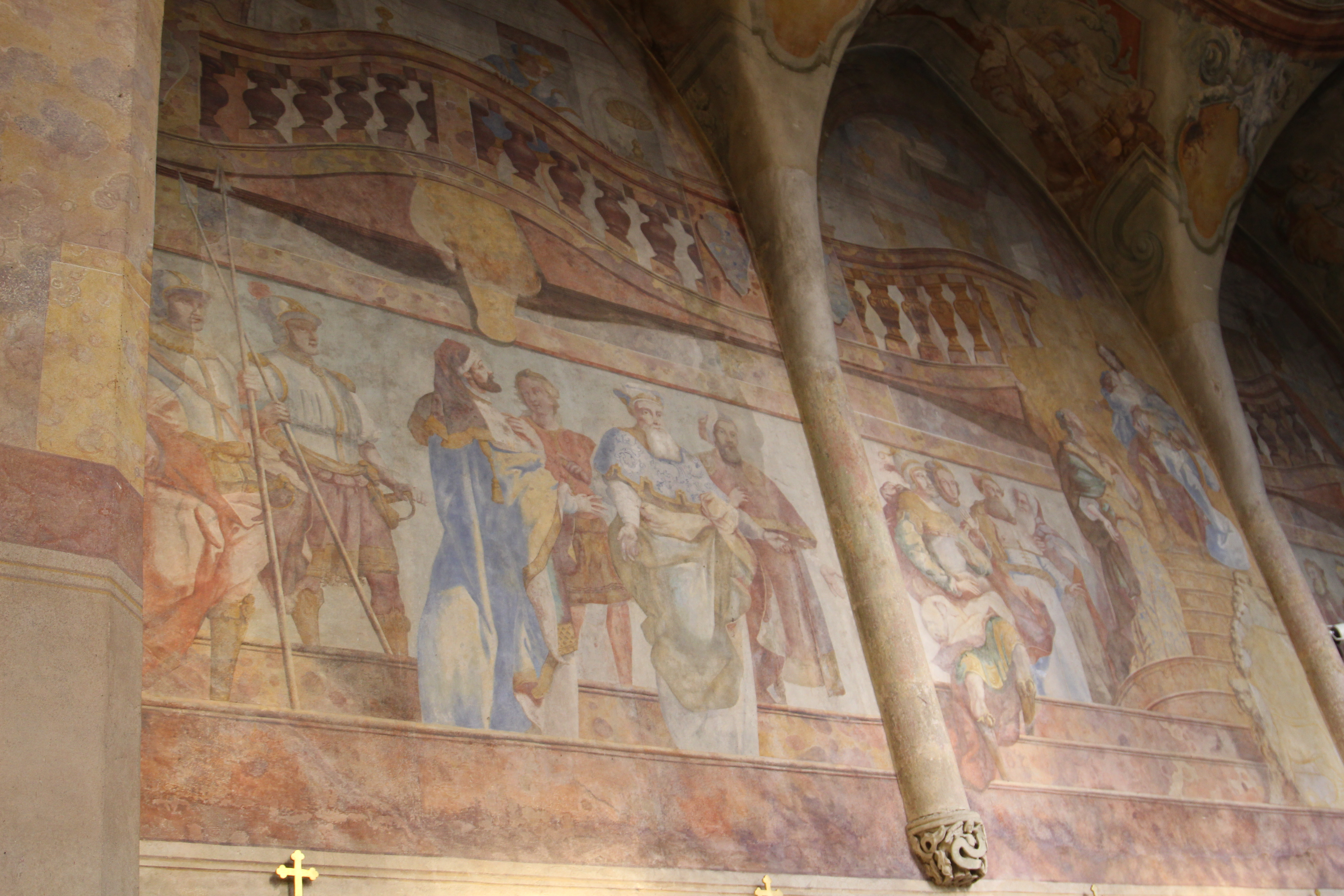
Freskók a remetei Mária Mennybemenetele-templom szentélyében

## Élete
Az Innsbruck melletti régi axamski plébánia anyakönyvében 1700. június 19-én kelt bejegyzés szerint megszületett a götzensi Blaž és Dorothea Kranebitter Rangger harmadik gyermeke, akit „Johannes Baptista” névre kereszteltek. Ifjúkoráról keveset tudunk. Valószínűleg már gyermekként csatlakozott a pálos rendhez. Egészen fiatalon kezdett festeni Észak-Olaszország és Dél-Ausztria festőműhelyeiben. Horvátországi munkásságának kezdete máig tisztázatlan. Már 1726-ban együtt dolgozott egy idősebb pálos festővel, a laikus Franjo Bobić-tyal († 1728) a Kőrös melletti Koruškai Boldogasszony-templom kifestésében. Mivel a pálos rend kiemelt figyelmet fordított a renden belüli művészeti és kulturális tevékenységre, huszonéves korától lepoglavai haláláig Horvátországban maradt, ahol szakrális belső tereket díszített, és elkészítette a közép-európai falfestészet egyik legfigyelemreméltóbb barokk életművét. 1731-ben festette a lepoglava goricai Keresztelő János-kápolnát. Egyelőre stílusjegyeit tekintve ez Ranger legrégebbről fennmaradt önálló alkotása Horvátországban.

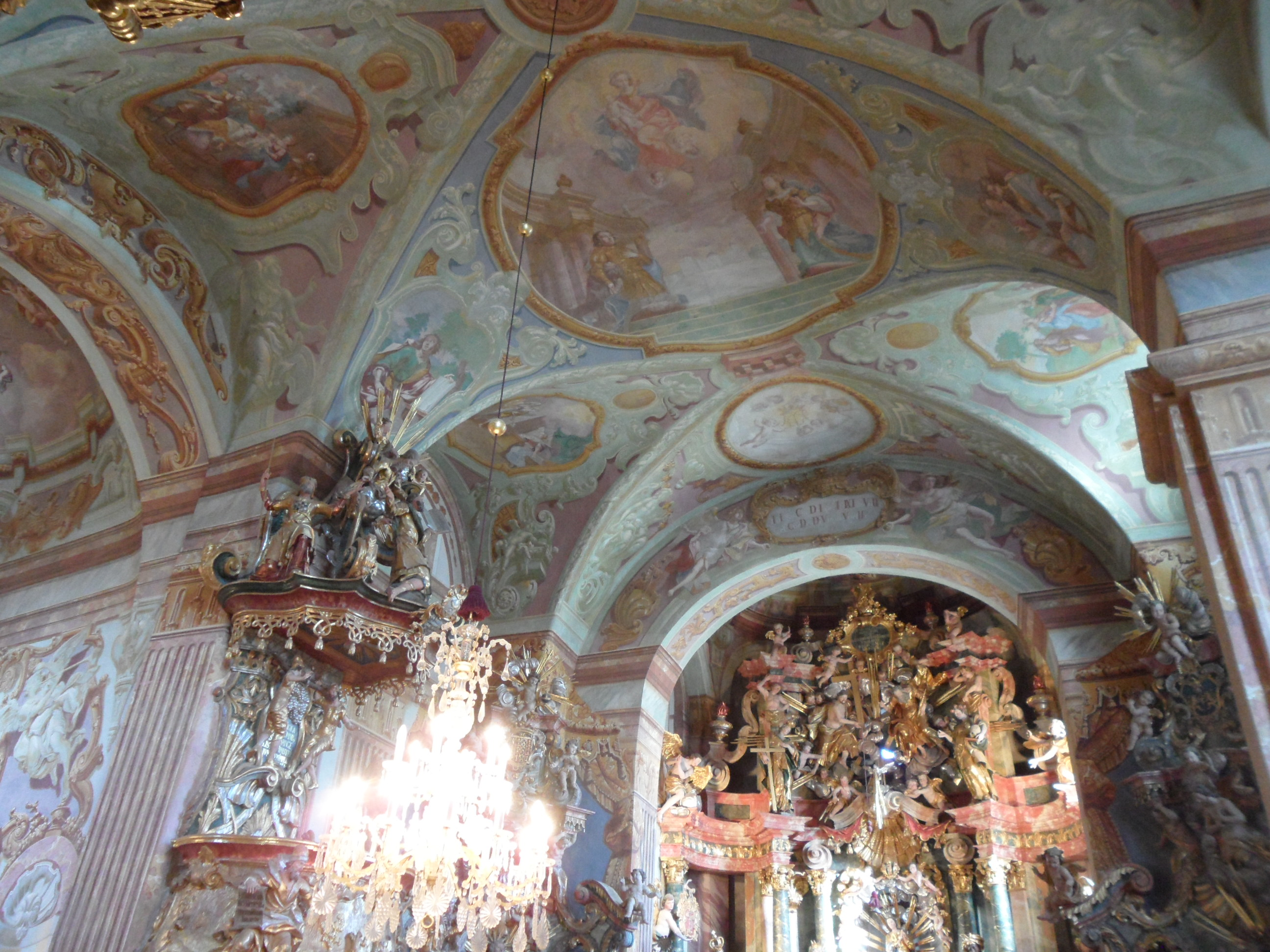
A beleci Havas Boldogasszony-templom mennyezete

Viszonylag nagyon későn, csak 1734-ben avatták a pálos rendben laikussá. Miután a kolostori életet választotta, egyre ritkábban érintkezett másokkal. Ez az elszigeteltség azonban látszólagos volt, mivel pálos teológusok, írók és professzorok válogatott értelmiségi társaságában élt, mely festészetét is mélyebben érintette. Ez az önmegtagadó és önfeláldozó festő nem írta alá műveit, és a kolostor krónikásai nem is emlegették a pálos templomok freskóinak szerzőjeként egészen addig, amíg el nem terjedt a híre, miután az 1740-es évek elején kifestette a horvát nemesség fogadalmi templomát Belecen.
Művészi stílusát (a belső építészeti elemek, medalionok és koszorúk illuzionista díszítésének módja, a karakterek kifejező fiziognómiájú és kifinomult színvilágú tipológiája) munkatársainak és tanítványainak egy csoportjának adta át, akik megőrizték munkamódszerét.  A lepoglavai plébánia anyakönyvében találjuk, hogy „Fr. Ioannes Ranger”, tiroli származású, kiemelkedő festő és kiváló szerzetes elhunyt 1753. január 27-én, 53 évesen.

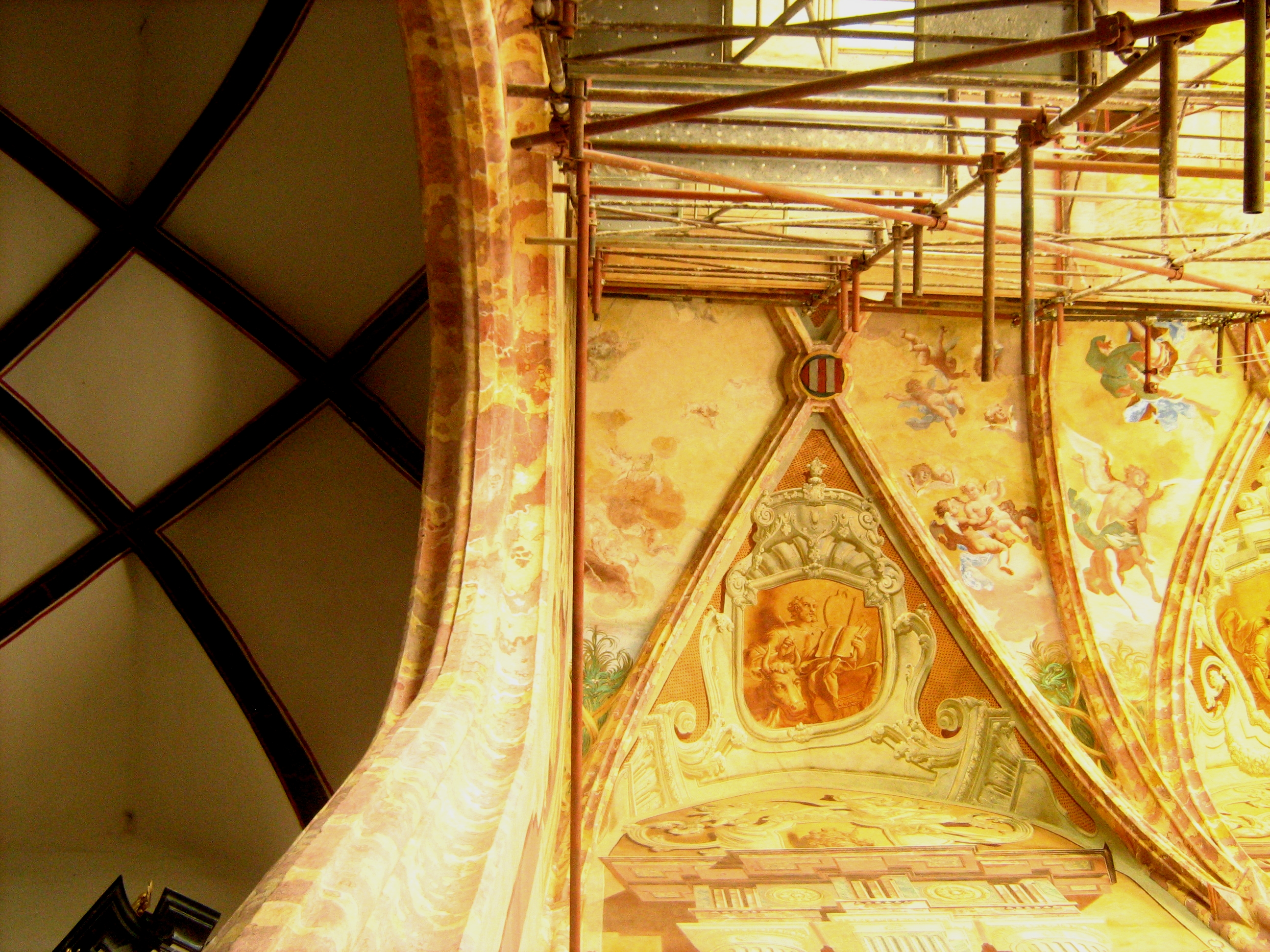
A lepoglavai templom mennyezete

## Munkássága
Ranger életművének nagy részét templomokban, kápolnákban és kolostorokban készítette, például a Zágráb melletti remetei Mária Mennybemenetele templomban, a Lepoglava melletti Purgában a Szent György-templomban, Csáktornya mellett a szentilonai kápolnában, és a közeli dombos Stridóvár Szent Jeromos-templomában, valamint Lepoglavában, mely egyben a Remete Szent Pálról nevezett rend központi helye egészen 1786-ig, amikor a rendet felszámolták, aminek következtében a kolostorok, templomok és egyéb helyiségek nagy pusztítást szenvedtek el. A rend kincsei, például könyvek és egyéb értékek szétszóródtak vagy megsemmisültek, tevékenysége idővel elveszett. Ranger ugyan néha nagyobb településeken (Varasd, Korpona) is alkotott, de életművének a legnagyobb része ma is a falvakban (Gorica, Belec, Olimje, Štrigova, Donja Voća, Zágráb-Remete, Purga Lepoglavska, Kamenica) van.

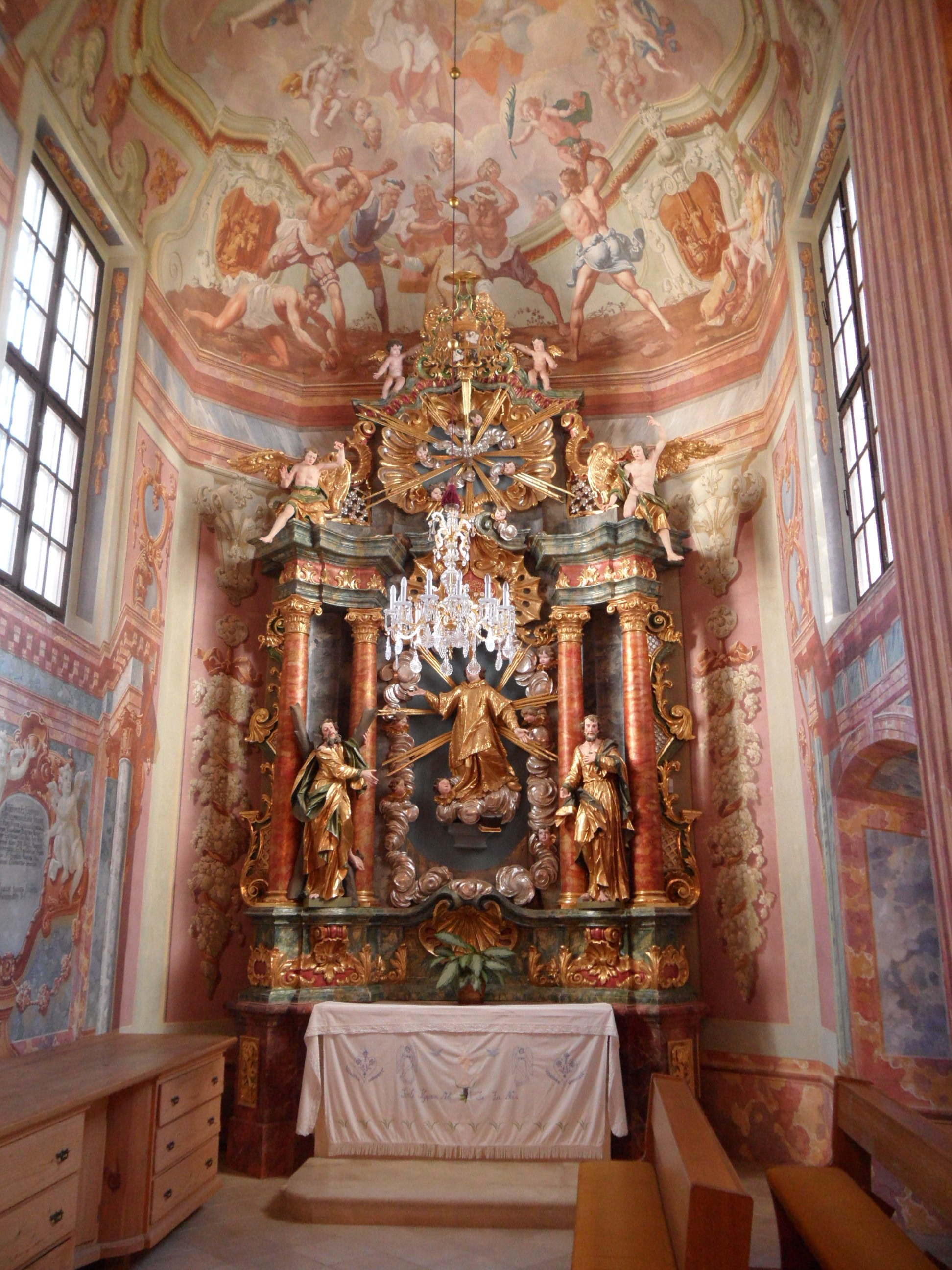
Templombelső a beleci Havas Boldogasszony-templomban

A lepoglavai pálos kolostor szerzeteseként festett a rend templomaiban és kápolnáiban (Lepoglava, Purga Lepoglavska, Štrigova, Olimje, Remete), de festett a ferenceseknek (Varasd, Korpona) és világi megrendelőknek (Belec, Donja Voća) is. Olajfestékkel festett fafelületre (Gorica Lepoglava mellett, Purga Lepoglavska és Lepoglava, híres kórusülések) és vászonra (Belec és Remete), de főként a falfestés csúcsmestereként vált híressé. Fennmaradt falfestményei Goricában (1731), Lepoglaván (1733–43), Korponában (1738), Belecben (1740–43), Stridóváron (1744–49), Remetén (1745–48), Purga Lepoglavskán (1750) és más helyeken találhatók.
Életműve sajnos csak részben maradt fenn. Egyes kolostorokat, amelyekben a munkássága idején festett helyiségeket, lebontották (Csáktornya közelében található Szent Ilona-kolostor, a remetei templom melletti Szűzanya-kápolna), vagy a festett boltozatok földrengésekben összeomlottak (Remete és Lepoglava ebédlőjében), egyes festményeket pedig lemeszeltek (Lepoglava nyári ebédlő, a korponai ferences templom homlokzata), így csak feltételezni lehet rajtuk végzett munkáit, bár akkoriban ő volt az egyetlen pálos festő. A fennmaradt freskók a nem rendeltetésszerű használat (volt ferences patika Varasdon), illetve az évek során bekövetkkezett háborús és háború utáni események miatt megsérültek, mint 1945-ben a lepoglavai kórus festménye, sőt még később is érték károk őket.

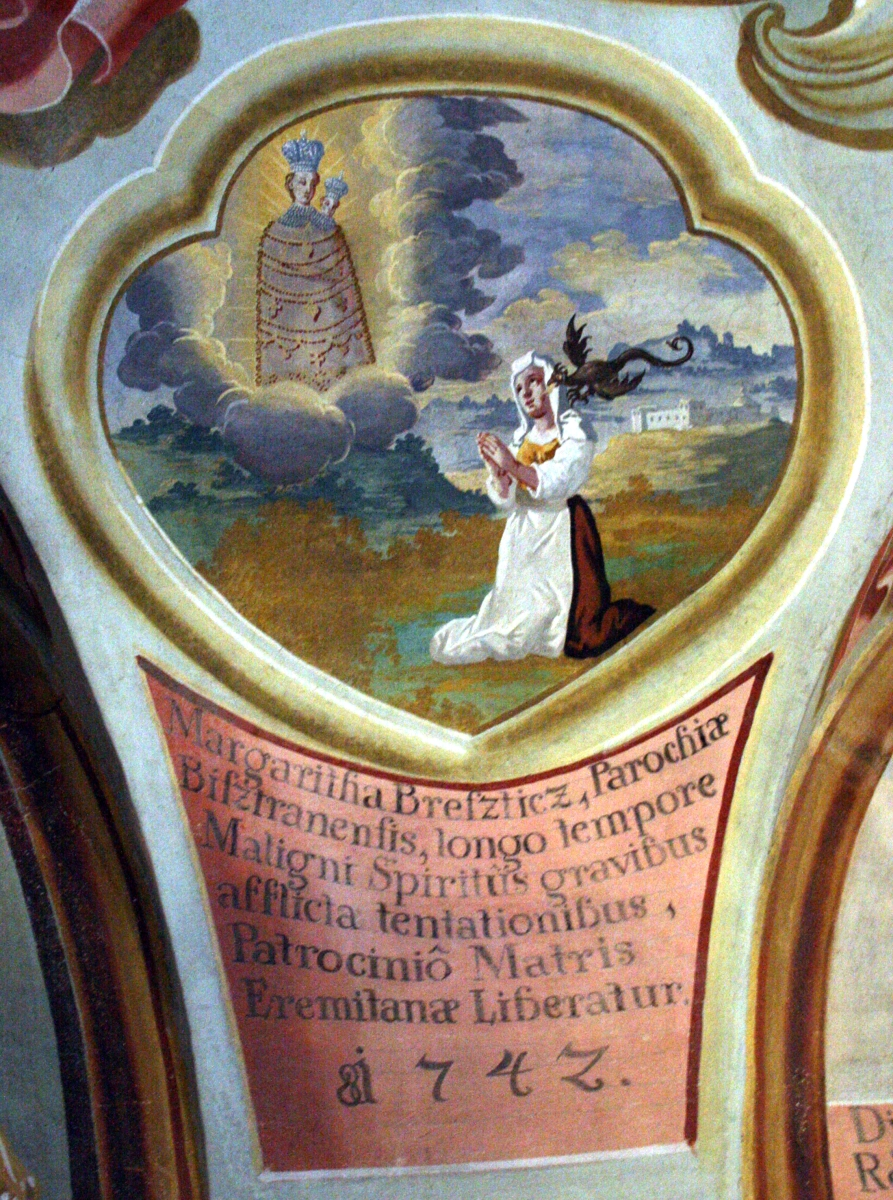
Freskó a remetei Mária Mennybemenetele-templomból

A legjobb állapotban fennmaradt és legszebb munkája az 1740-es évek elején festette a beleci Havas Boldogasszony fogadalmi templom. Ő festette az egykori varasdi ferences gyógyszertárat és a lepoglavai Szűz Mária pálos templom kórusát is. Lepoglavában egy nyári ebédlőt is festett, de azok a freskók megsemmisültek. Remetén kifestette a remetei Istenanya templomot, de a földrengésekben festett boltozatok megsemmisültek, és a templom melletti remetei Istenanya-kápolna is elpusztult. Legjobb munkái közé tartoznak a Muraköz szélső északnyugati részén, a stridóvári Szent Jeromos-templom freskói.
Festményei stilárisan eredeti kompozíciók voltak. A tiroli festészeti hagyományt a bajor és az olasz illuzionizmus elemeivel sajátos és nagyon felismerhető módon ötvözte. Freskóit a létrehozásuk óta eltelt 250 év során főként boltíves mennyezeten és falakon maradtak fenn. Ranger óriási jelentőséggel bírt és nagy befolyást gyakorolt tanítványaira és követőire számos később festett műben. Ezek a jellegzetességek az illuzionista építészetfestészet, a szentek alakjainak felismerhető tipológiája, a kolorisztikai vonások és a nagyméretű kompozíciók beépítése a templomok viszonylag kicsi és alacsony falaira. A pálos rendi festőiskola műhelye folytatta tevékenységét Északnyugat-Horvátországban jóval Ranger kora után is.

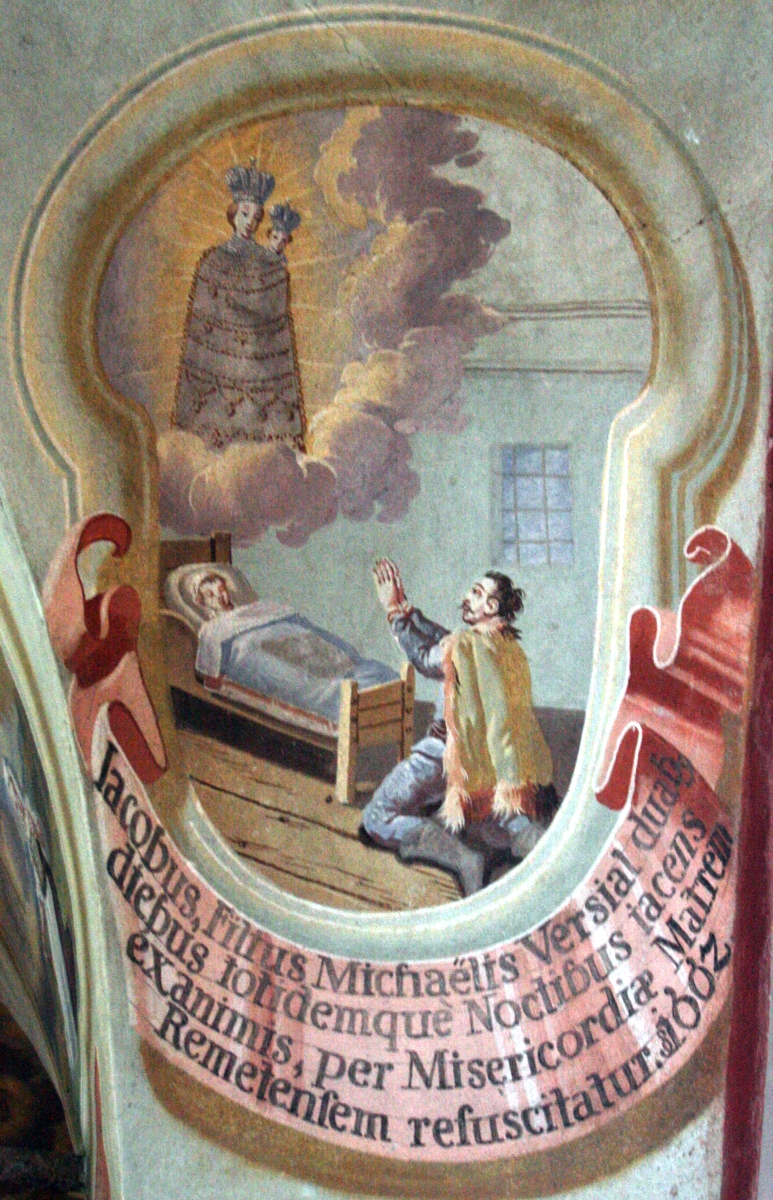
Freskó a remetei Mária Mennybemenetele-templomból

## Főbb művei
- Koruškai Boldogasszony-templom (1728)
- Lepoglava-Gorica, Keresztelő Szent János-kápolna (1731)
- Lepoglava, Szűz Mária pálos templom kórusa, pálos kolostor ebédlője (1737)
- Korpona, ferences templom (1738)
- Belec, Havas Boldogasszony-templom (Belec) (1740-1743)
- Stridóvár, Jeromos-templom (1744-1749)
- Zágráb-Remete, Mária Mennybemenetele templom (1745-1748)
- Purga Lepoglavska, Szent György-templom (1750)
- Kamenica, Szent Ilona-kápolna (1751)
- Varasd, ferences patika
- Szentilona, Szent Ilona pálos kolostor
- Donja Voća, Szent Márton-templom
- Olimje, Mária Mennybemenetele templom
- Donja Višnjica, Sarlós Sarlós Boldogasszony-templom
- Svetice, pálos templom